# Triainolepis arcuata
Triainolepis arcuata är en måreväxtart som först beskrevs av Marcel Marie Maurice Dubard och Paul Louis Amans Dop, och fick sitt nu gällande namn av Cornelis Eliza Bertus Bremekamp. Triainolepis arcuata ingår i släktet Triainolepis och familjen måreväxter. Inga underarter finns listade i Catalogue of Life.